# Eburia albolineata
Eburia albolineata är en skalbaggsart som beskrevs av Fisher 1944. Eburia albolineata ingår i släktet Eburia och familjen långhorningar.
Artens utbredningsområde är Venezuela. Inga underarter finns listade i Catalogue of Life.